# Косшагыл (нефтяное месторождение)
Косшагылское (Косчагыльское) месторожденние нефти находится в Жылыойском районе Атырауской области, в 270 км к юго-востоку от г. Атырау. Открылось в 1926 году. Разведочные работы проводились в 1935—1942 годах. Месторождение состоит из четырёхэтажного соляного купольного строения. Осадочные породы средней юры левого крыла и пермь-триасового правого крыла являются нефтяными.
Производственные горизонты лежат на глубине 81—420 км. Слой залежи загорожен тектоникой, литологией, стратиграфией высотой 12—127 метров. Производственные горизонты состоят из терригенных осадков, их коллекторы пористые. Толщина слоев, насыщенных нефтью, 2,6—13,6 м, открытая пористость 22,2—31,9 %, проницаемость 0,031—9,718 мкм³, коэффициент насыщения нефтью 0,52—0,92. Выход нефти колеблется между 1—320,2 м³/сут. Давление пласта 1,67—8,2 МПа, температура 19,3—29,5 °С.
Плотность нефти 0,827—0,927 г/см³, серность 0,05—0,46 %, парафинность 0,22—1,87 %. Состав газа: метан (72,7-89,3 %), этан (2—10,1 %), пропан (1,2—2,44 %), изобутан (0,2—3,66 %), углекислый газ (0,8—3,1 %). Воды пласта хлоркальциевые, их плотность 1,058—1,145 г/см³, минерализация 83,6—231,8 г/л.
Геологические запасы оценивается 95 тыс. т нефти. Добыча нефти 2010 году составила 4 тыс. т.